# Voyageur Airways
Voyageur Airways ist eine kanadische Fluggesellschaft mit Sitz in North Bay und Basis auf dem Flughafen North Bay. Die 1968 gegründete Gesellschaft ist im Besitz der Chorus Aviation und führt unter anderem Flüge für den Humanitären Flugdienst der Vereinten Nationen durch.

## Flugziele
Voyageur Airways führt Charter- und Luftrettungsflüge sowie Sicherheitsmanagement und Abfertigungen durch.
Laut einem Flugplan von 1987 führte Voyageur auch Linienflüge durch.

## Flotte

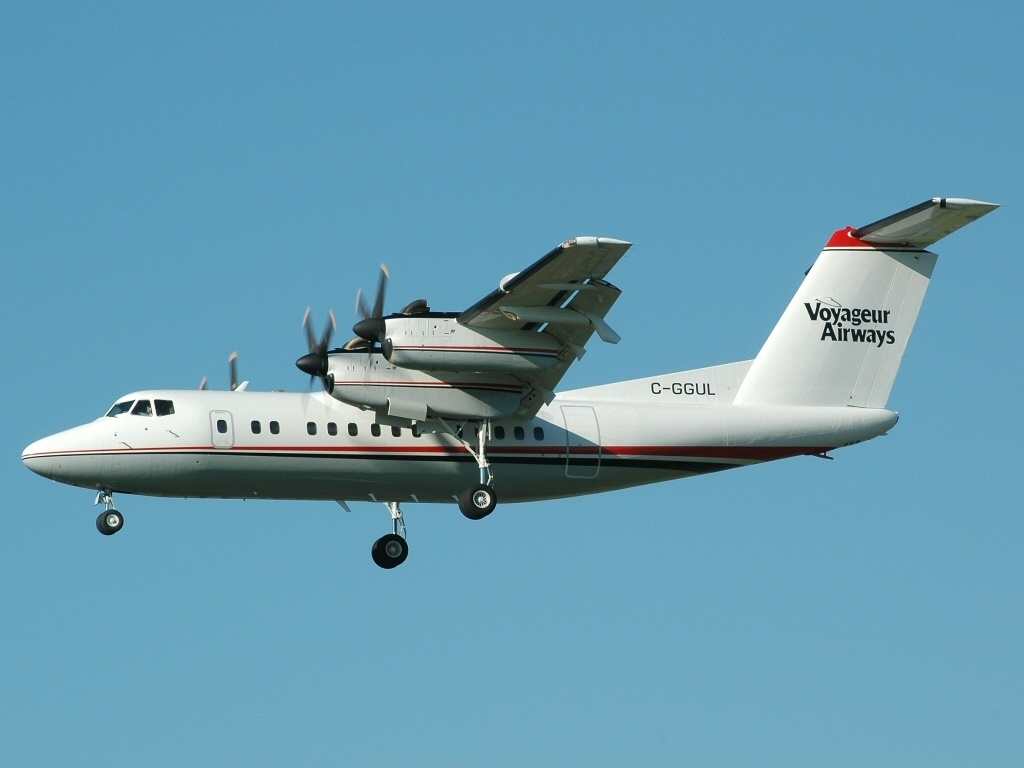
de Havilland Canada DHC-7-100 der Voyageur Airways

### Aktuelle Flotte
Mit Stand Januar 2024 besteht die Flotte der Voyageur Airways aus 39 Flugzeugen mit einem Durchschnittsalter von 32,0 Jahren.
| Flugzeugtyp            | aktiv | bestellt | Anmerkungen                                                 | Sitzplätze | Durchschnittsalter |
| ---------------------- | ----- | -------- | ----------------------------------------------------------- | ---------- | ------------------ |
| Bombardier CRJ200      | 08    |          | betrieben für den UNHAS                                     | 50         | 25,2 Jahre         |
| De Havilland DHC-8-100 | 14    |          | 11 inaktiv; eine für UNHAS und zwei für Purolator betrieben | 37         | 35,2 Jahre         |
| De Havilland DHC-8-300 | 16    |          | 15 inaktiv                                                  | 50         | 33,5 Jahre         |
| De Havilland DHC-8-400 | 01    |          | betrieben für den UNHAS                                     | 78         | 18,4 Jahre         |
| Gesamt                 | 39    | –        |                                                             |            | 32,0 Jahre         |

### Ehemalige Flugzeugtypen
In der Vergangenheit setzte Voyageur Airways bereits folgende Flugzeugtypen ein:
- Beechcraft 100 King Air
- Bombardier CRJ100
- Bombardier CRJ 900[3]
- de Havilland Canada DHC-7-100
- Saunders ST-27[5]

## Zwischenfälle
Die Voyageur Airways verzeichnete in ihrer Geschichte mehrere Zwischenfälle, davon der folgende mit Todesopfern:
- Am 29. November 1988 verunglückte eine Beechcraft A100 King Air der Voyageur Airways (Luftfahrzeugkennzeichen C-GJUL) im Anflug auf den Flughafen Chapleau, dabei kamen die vier Personen an Bord des Rettungsflugzeug ums Leben.[7]